# Лейм, Дженнифер
Дженнифер Лейм (англ. Jennifer Lame) — американский монтажёр. Лауреат премии Оскар за лучший монтаж.

## Карьера
Лейм наиболее известна по сотрудничеству с режиссёром Ноа Баумбахом, с которым сотрудничает с 2012 года. Она также выступила монтажёром двух фильмов Ари Астера и фильма Кристофера Нолана «Довод».
В 2016 году она выступила монтажёром драмы Кеннета Лонергана «Манчестер у моря», принёсшей ей номинации на премии BAFTA, и Американской ассоциации монтажёров. В 2019 году она была номинирована на премии Американской ассоциации монтажёров, «Независимый дух» и «Спутник» за монтаж фильма Баумбаха «Брачная история». Она также получила номинацию на «Независимый дух» за монтаж его фильма «Милая Фрэнсис».

## Фильмография

### Кино
| Год  | Русское название       | Оригинальное название                     | Примечания |
| ---- | ---------------------- | ----------------------------------------- | --- |
| 2007 | Игры дьявола           | Before the Devil Knows You're Dead        | Помощник монтажёра |
| 2007 | Запретная дорога       | Reservation Road                          | Помощник монтажёра |
| 2009 | Извини, спасибо        | Sorry, Thanks                             | |
| 2009 | Элис Джейкобс мертва   | Alice Jacobs Is Dead                      | Короткометражный фильм |
| 2009 | Милые кости            | The Lovely Bones                          | Второй ассистент монтажёра |
| 2010 |                        | Not Fade Away                             | Короткометражный фильм |
| 2011 |                        | Almost Perfect                            | Ассистент монтажёра |
| 2012 | Проверка стоимости     | Price Check                               | |
| 2012 | Милая Фрэнсис          | Frances Ha                                | Номинация — Премия «Независимый дух» за лучший монтаж Номинация — Премия Международного общества синефилов за лучший монтаж |
| 2012 | Первая зима            | First Winter                              | |
| 2013 |                        | Palimpsest                                | Короткометражный фильм |
| 2014 | Пока мы молоды         | While We're Young                         | |
| 2015 | Госпожа Америка        | Mistress America                          | |
| 2015 | Бумажные города        | Paper Towns                               | |
| 2015 | Де Пальма              | De Palma                                  | Документальный фильм Дополнительный монтаж |
| 2016 | Манчестер у моря       | Manchester by the Sea                     | Номинация — Премия BAFTA за лучший монтаж Номинация — Премия Альянса женщин-киножурналистов за лучший монтаж Номинация — Премия Американской ассоциации монтажёров за лучший монтаж полнометражного фильма Номинация — Премия Ассоциации кинокритиков центрального Огайо за лучший монтаж Номинация — Премия Ассоциации кинокритиков Чикаго за лучший монтаж Номинация — Премия «Gold Derby» за лучший монтаж Номинация — Премия Круга кинокритиков Сан-Франциско за лучший монтаж |
| 2017 | Истории семьи Майровиц | The Meyerowitz Stories (New and Selected) | |
| 2018 | Тайрел                 | Tyrel                                     | |
| 2018 | Реинкарнация           | Hereditary                                | Номинация — Премия «CinEuphoria» за лучший монтаж (международный фильм) Номинация — Премия «Fright Meter» за лучший монтаж |
| 2019 | Солнцестояние          | Midsommar                                 | Дополнительный монтаж |
| 2019 | Брачная история        | Marriage Story                            | Номинация — Премия Американской ассоциации монтажёров за лучший монтаж полнометражного фильма Номинация — Премия «Независимый дух» за лучший монтаж Номинация — Премия Общества кинокритиков Гавайев за лучший монтаж Номинация — Премия Общества кинокритиков Сан-Диего за лучший монтаж Номинация — Премия «Спутник» за лучший монтаж Номинация — Премия Ассоциации кинокритиков Сент-Луиса за лучший монтаж                                                                     |
| 2020 | Довод                  | Tenet                                     | |
| 2023 | Оппенгеймер            | Oppenheimer                               | |

### Телевидение
| Год  | Русское название | Оригинальное название | Примечания                                 |
| ---- | ---------------- | --------------------- | ------------------------------------------ |
| 2005 | Простая жизнь    | The Simple Life       | Оцифровщик Эпизод: «Mortuary»              |
| 2008 | Братство         | Brotherhood           | Ассистент монтажёра 5 эпизодов             |
| 2009 | Филантроп        | The Philanthropist    | Ассистент монтажёра 7 эпизодов             |
| 2010 | Рубикон          | Rubicon               | Ассистент монтажёра 5 эпизодов             |
| 2011 | Студия 30        | 30 Rock               | Ассистент монтажёра Эпизод: «Mrs. Donaghy» |
| 2012 | Смэш             | Smash                 | Ассистент монтажёра Эпизод: «Pilot»        |